# フェンダー・ベースVI
フェンダー・ベースVI（ベースシックス、Fender Bass VI）は、フェンダーの6弦エレクトリックベース。「フェンダーVI」としても知られる。

## 概要
1961年に発表され、ダンエレクトロが1956年に発表した "E—E" チューニング（スパニッシュギターの1オクターブ下）の6弦ベースのコンセプトを引き継いでいる。ジャズマスターの血も引き継ぎ、スタイルや技術的詳細を継承している。ボディや電気周りは翌年発表のジャガーと非常に近く、事実上ベースVIはジャガーシリーズの最初のモデルである。
プレシジョンベースのコンセプトとは、6弦であるだけでなく、ショートスケールで細い弦を使用する事も違っている。
オリジナルモデルはボディ、電気回路、ワミー・バー等がジャガーと類似しているが、ジャガーが2基なのに対し3基のピックアップを装備するところが対照的である。3番目のピックアップのため、従来の3-ポジションスイッチではなく、ピックアップごとのオン/オフスイッチが採用された。後にベースカット ("strangle") スイッチも追加された。
ジャガー同様、ベースVIは広いフィンガーボードにはっきりとしたアールが付けられており、ビビりが無いようセットアップするのには手際が必要で、また演奏テクニックの調整も必要とされた。電気系統と追加弦はソロプレイヤーに理想的なものであったが、1960年代にソロを弾くエレクトリックベース奏者はほとんどいなかった。弦間の狭さと弦の細さはギター奏者にとっては快適だが、旧来のベース奏者には不快なものであった。実際の演奏においても、いわゆるバリトン・ギターとして使用されることが多かった（そもそも、この楽器自体、6弦ベースではなくバリトン・ギターだと考える人もいる）。ギターアンプにつなぐとバリトンギターとなり、ベースアンプにつなぐとよりベースらしい低音が出るので両方の使い方をされた。こうしたどっちつかずな所が、この楽器の長所であり、また同時に短所であったと言える。
こうした理由で、サウンド的には向いているサーフミュージックやカントリー&ウエスタンの分野においてもプレシジョンベース眷属のような評価は得られなかった。
オリジナル・ベースVIはジャガーと同時期、1975年に製造終了となった。
2006年、フェンダーはカスタムショップ・モデルとして、限定生産ながらオリジナル・ベースVIをリイシュー。1960年代のベースVIに基づき、3基のシングルコイル・ピックアップで同一の回路を使い、ミュート機構も付いている。またフェンダー・ジャパンからもミュート無しのものが限定発売されていた事がある。これは使用ミュージシャンの項にあるようにビートルズのレノンやハリスンがベースパートを演奏する際使っていたために根強いファンが存在することが大きい。
このような経緯から、デッドストックを除けば中古でしか手に入らないにもかかわらず、ヴィンテージ価格で流通している。
フェンダージャパンでは1991年に同モデルを限定販売。長く復刻されなかったが2012年に再発売が決定した。この復刻モデルでは、ネック内にKTS Ti- Reinforcementという高純度チタニウムが仕込まれており、弦からの強い負荷に耐えられるよう補強されている。

## 関連楽器
2004年にフェンダーはジャガーとベースVIを組み合わせたような「フェンダー・ジャガー・バリトンカスタム（後にジャガーベースVIと改名）」を発表した。ベースVIと弦やチューニングは同じだが、ジャガータイプのボディを使用し、2基のピックアップをジャガー同様のスイッチで選択可。ブリッジは固定で28.5インチのショートスケールである。ファズを内蔵しており、演奏中にON/OFFの切り替えが出来る。

## 仕様
基本仕様はinfobox参照。

### 電気系統
シングルポールのピックアップを3基搭載し、全てパッシブ。初期モデルではクロームリングに搭載されたストラトキャスタータイプのピックアップを3つのスライダースイッチでコントロール、後期モデルではジャガータイプのピックアップになり、ベースカットスイッチが追加された。

### トレモロ・ユニット
トレモロ・ユニットはロック機構付きフローティングタイプ。これはジャズマスター用に開発されたもので、ジャガーにも使用されている。これはストラトキャスターに採用されていたシンクロナイズド・トレモロより精巧であり、フェンダーは優位性を主張していたが、同様の人気を得ることは出来なかった。シンクロナイズド・トレモロと違い他社にコピーされることもあまり無く、1981年にジャズマスターの販売が終了すると共にフェンダーのカタログから消えた。以降はフェンダーのリイシューモデルで姿が見られる程度である。

## 使用ミュージシャン
まず挙げられるユーザーとしては、クリームのジャック・ブルースとザ・キュアーのロバート・スミスであろう。その他に、下記のようなミュージシャンが使用している。
- ジョン・エントウィッスル（ザ・フー）
1960年代初期に一時期使用していた。
- エリック・ヘイドック（ホリーズ）
- ジョージ・ハリスン、ジョン・レノン（ビートルズ）
「ヘイ・ジュード」のテレビ主演映像、映画「レット・イット・ビー」などで実際に演奏している姿が登場する。ポール・マッカートニーがピアノを弾く際に、不在になったベースを弾く際に使用された（「レット・イット・ビー」のレコーディングではライブ録音を重視し、オーバーダビング前提で録音していなかったということもあり、本来ベーシストであるポールがピアノを弾くとベースが不在になるため）。

ほとんどの曲はベースとして使用されているが、「ディグ・イット」などでコード弾きされ、バリトン・ギターとして使用されている。また、アルバム『アビイ・ロード』でもポールがピアノを弾く際に使用されている。
ジョージによると、ポールがピアノを弾く際にスタジオに用意されていたベースであり、どちらかの所有物というわけではない。
- リック・ダンコ（ザ・バンド）
ザ・ホークス時代に、白いベースVIをボブ・ディランと合流するまで使用。
- ジョー・ペリー（エアロスミス）
1970年代中期のレコーディングで、重い "ballsy" サウンドを求めて広く使用した。この音は「バック・イン・ザ・サドル」や「コンビネイション」「ドロー・ザ・ライン」などで聴くことが出来る。ペリーは、オープンAのチューニングで使用することもあった。
- tetsuya（L'Arc〜en〜Ciel）
「NEO UNIVERSE」や「HONEY」などで使用。 異なる年代の物（初期型が多い）を数本所有している。非常に気に入っていたため、後にベースVIを基にデザインした自身のシグネイチャーモデル・ESP BASS VIを製作した。
- ミト（クラムボン）
- 田村明浩（スピッツ）
- 平川雄一（ザ・ペンフレンドクラブ）

この他、ベンチャーズのボブ・ボーグルやノーキー・エドワーズが、プロモーション用写真などで手にしている写真があるが、あくまでも写真撮影のためということで、使用した実績は無い。